# Franc Jeu (périodique)
Pour les articles homonymes, voir Franc Jeu.
Franc Jeu est un hebdomadaire jeunesse belge dont les 28 numéros ont été publiés d'octobre 1944 à août 1945.
Typique des hebdomadaire publiés à la fin de la Seconde Guerre mondiale par la qualité de son papier, de son impression et l'irrégularité de sa publication, Franc Jeu contient des chroniques, des romans, des publicités et des bandes dessinées. Celles-ci sont principalement dues à Willy Vandersteen (qui signe « Mik »), les quelques autres auteurs publiés ne brillant pas par leur talent.